# Équipe d'Écosse féminine de football à la Coupe du monde 2019
L'équipe d'Écosse féminine de football participe à la Coupe du monde de 2019 organisée en France du 7 juin 2019 au 7 juillet 2019.

## Qualification
L'Écosse se classe première du groupe 2 devant la Suisse.
Lors du dernier match des éliminatoires pour la Coupe du Monde 2019, l'Écosse s'impose 2-1 contre l'Albanie et, grâce au nul de la Suisse face à la Pologne, se qualifie pour la phase finale. C'est la première fois de leur histoire que les Écossaises accèdent à une phase finale de Coupe du Monde.

## Préparation

### Match de préparation
| Amical      | Écosse                                                    | 3 – 2   | Jamaïque               | Hampden Park, Glasgow |                      |
| 28 mai 2019 | Erin Cuthbert 30e · Caroline Weir 35e · Sophie Howard 68e | (2 – 1) | Khadija Shaw 15e · 49e | Spectateurs : 18 555  | Spectateurs : 18 555 |
| 28 mai 2019 |                                                           |         |                        | Spectateurs : 18 555  | Spectateurs : 18 555 |

## Joueuses et encadrement technique
Les 23 joueuses suivantes font partie de la liste pour participer à la coupe du monde 2019.

## Compétition
Pour un article plus général, voir Coupe du monde féminine de football 2019.

### Format et tirage au sort
Les 24 équipes qualifiées pour la Coupe du monde sont réparties en quatre chapeaux de six équipes. Lors du tirage au sort, six groupes de quatre équipes sont formés, les quatre équipes de chaque groupe provenant chacune d'un chapeau différent. Celles-ci s'affrontent une fois chacune : à la fin des trois journées, les deux premiers de chaque groupe sont qualifiés pour les huitièmes de finale, ainsi que les quatre meilleurs troisième de groupe.
L'Écosse est placée dans le chapeau 3: 
Le chapeau 3 contient les équipes asiatiques (Corée du Sud, Chine et Thaïlande) aux côtés de deux européens (Italie, Écosse) et du représentant de l'Océanie, la Nouvelle-Zélande. 
Le tirage donne alors pour adversaires l'Angleterre, le Japon et l'Argentine.

### Déroulement de la compétition

#### Premier tour - Groupe D
| Rang | Équipe     | Pts | J | G | N | P | Bp | Bc | Diff |
| ---- | ---------- | --- | - | - | - | - | -- | -- | ---- |
| 1    | Angleterre | 9   | 3 | 3 | 0 | 0 | 5  | 1  | +4   |
| 2    | Japon      | 4   | 3 | 1 | 1 | 1 | 2  | 3  | -1   |
| 3    | Argentine  | 2   | 3 | 0 | 2 | 1 | 3  | 4  | -1   |
| 4    | Écosse     | 1   | 3 | 0 | 1 | 2 | 5  | 7  | -2   |

#### Angleterre - Écosse
| Match 7           | Angleterre                             | 2 - 1   | Écosse                     | Stade de Nice, Nice                            |                                                |
| 9 juin 2019 18:00 | Parris 14e (pen.) · (Kirby ) White 40e | (2 - 0) | 79e Emslie ( Evans)        | Spectateurs : 13 188 Arbitrage : Jana Adámková | Spectateurs : 13 188 Arbitrage : Jana Adámková |
| 9 juin 2019 18:00 |                                        | Rapport | 43e Beattie · 47e Docherty | Spectateurs : 13 188 Arbitrage : Jana Adámková | Spectateurs : 13 188 Arbitrage : Jana Adámková |

| Angleterre | Écosse |

| ANGLETERRE :    |    |                 |  |     |
|                 |    |                 |  |     |
| Gardien de but  | 1  | Karen Bardsley  |  |     |
|                 | 2  | Lucy Bronze     |  |     |
|                 | 5  | Steph Houghton  |  |     |
|                 | 6  | Millie Bright   |  | 55e |
|                 | 3  | Alex Greenwood  |  |     |
|                 | 4  | Keira Walsh     |  |     |
|                 | 10 | Fran Kirby      |  | 82e |
|                 | 8  | Jill Scott      |  |     |
|                 | 7  | Nikita Parris   |  |     |
|                 | 18 | Ellen White     |  |     |
|                 | 22 | Beth Mead       |  | 71e |
| Remplaçantes :  |    |                 |  |     |
|                 | 15 | Abbie McManus   |  | 55e |
|                 | 20 | Karen Carney    |  | 71e |
|                 | 19 | Georgia Stanway |  | 82e |
| Sélectionneur : |    |                 |  |     |
| Phil Neville    |    |                 |  |     |

| ÉCOSSE :         |    |                  |         |     |
|                  |    |                  |         |     |
| Gardien de but   | 1  | Lee Alexander    |         |     |
|                  | 15 | Sophie Howard    | 75e     |     |
|                  | 4  | Rachel Corsie    |         |     |
|                  | 5  | Jennifer Beattie | 43e     |     |
|                  | 3  | Nicola Docherty  | 47e 55e |     |
|                  | 8  | Kim Little       |         |     |
|                  | 16 | Christie Murray  | 87e     |     |
|                  | 9  | Caroline Weir    |         |     |
|                  | 11 | Lisa Evans       |         |     |
|                  | 18 | Claire Emslie    |         |     |
|                  | 22 | Erin Cuthbert    |         |     |
| Remplaçantes :   |    |                  |         |     |
|                  | 2  | Kirsty Smith     |         | 55e |
|                  | 14 | Chloe Arthur     |         | 75e |
|                  | 23 | Lizzie Arnot     |         | 87e |
| Sélectionneuse : |    |                  |         |     |
| Shelley Kerr     |    |                  |         |     |

| Assistantes : Lucie Ratajová Mária Súkeníková Quatrième arbitre : Anastasia Pustovoitova Cinquième arbitre : Sanja Rođak-Karšić Arbitre vidéo : Felix Zwayer Assistants arbitre vidéo : Paweł Gil Ekaterina Kurochkina Femme du Match : Nikita Parris |

#### Japon - Écosse
| Match 19           | Japon                               | 2 - 1   | Écosse       | Roazhon Park, Rennes                                 |                                                      |
| 14 juin 2019 15:00 | (Endo ) Iwabuchi 23e · Sugasawa 37e | (2 - 0) | 88e Clelland | Spectateurs : 13 201 Arbitrage : Lidya Tafesse Abebe | Spectateurs : 13 201 Arbitrage : Lidya Tafesse Abebe |
| 14 juin 2019 15:00 | Sameshima 3e                        | Rapport | 36e Corsie   | Spectateurs : 13 201 Arbitrage : Lidya Tafesse Abebe | Spectateurs : 13 201 Arbitrage : Lidya Tafesse Abebe |

| Japon | Écosse |

| JAPON :          |    |                  |     |     |
|                  |    |                  |     |     |
| Gardien de but   | 18 | Ayaka Yamashita  |     |     |
|                  | 22 | Risa Shimizu     |     |     |
|                  | 4  | Saki Kumagai     |     |     |
|                  | 5  | Nana Ichise      |     |     |
|                  | 3  | Aya Sameshima    | 19e |     |
|                  | 7  | Emi Nakajima     |     |     |
|                  | 17 | Narumi Miura     |     |     |
|                  | 6  | Hina Sugita      |     |     |
|                  | 19 | Jun Endo         |     | 81e |
|                  | 9  | Yuika Sugasawa   |     |     |
|                  | 8  | Mana Iwabuchi    |     | 66e |
| Remplaçantes :   |    |                  |     |     |
|                  | 11 | Rikako Kobayashi |     | 66e |
|                  | 14 | Yui Hasegawa     |     | 81e |
| Sélectionneuse : |    |                  |     |     |
| Asako Takakura   |    |                  |     |     |

| ÉCOSSE :         |    |                  |     |     |
|                  |    |                  |     |     |
| Gardien de but   | 1  | Lee Alexander    |     |     |
|                  | 2  | Kirsty Smith     |     |     |
|                  | 4  | Rachel Corsie    | 36e |     |
|                  | 5  | Jennifer Beattie |     |     |
|                  | 7  | Hayley Lauder    |     |     |
|                  | 11 | Lisa Evans       |     | 85e |
|                  | 8  | Kim Little       |     |     |
|                  | 9  | Caroline Weir    |     |     |
|                  | 23 | Lizzie Arnot     |     | 60e |
|                  | 13 | Jane Ross        |     | 76e |
|                  | 22 | Erin Cuthbert    |     |     |
| Remplaçantes :   |    |                  |     |     |
|                  | 18 | Claire Emslie    |     | 60e |
|                  | 19 | Lana Clelland    |     | 76e |
|                  | 20 | Fiona Brown      |     | 85e |
| Sélectionneuse : |    |                  |     |     |
| Shelley Kerr     |    |                  |     |     |

| Assistantes : Mary Njoroge Queency Victoire Quatrième arbitre : Gladys Lengwe Cinquième arbitre : Princess Brown Arbitre vidéo : Massimiliano Irrati Assistants arbitre vidéo : Drew Fischer Oleksandra Ardasheva Femme du Match : Mana Iwabuchi |

#### Écosse - Argentine
| Match 32           | Écosse                                    | 3 - 3   | Argentine                                                    | Parc des Princes, Paris                      |                                              |
| 19 juin 2019 21:00 | Little 19e · Beattie 49e · Cuthbert 69e   | (1 - 0) | 74e Menéndez · 79e (csc) Alexander · 90+4e (pen.) Bonsegundo | Spectateurs : 28 205 Arbitrage : Ri Hyang-ok | Spectateurs : 28 205 Arbitrage : Ri Hyang-ok |
| 19 juin 2019 21:00 | Cuthbert 85e · Weir 86e · Alexander 90+3e | Rapport | 75e Larroquette                                              | Spectateurs : 28 205 Arbitrage : Ri Hyang-ok | Spectateurs : 28 205 Arbitrage : Ri Hyang-ok |

| Écosse | Argentine |

| ÉCOSSE :         |    |                  |     |     |
|                  |    |                  |     |     |
| Gardien de but   | 1  | Lee Alexander    | 93e |     |
|                  | 2  | Kirsty Smith     |     | 86e |
|                  | 4  | Rachel Corsie    |     |     |
|                  | 5  | Jennifer Beattie |     |     |
|                  | 3  | Nicola Docherty  |     |     |
|                  | 8  | Kim Little       |     |     |
|                  | 10 | Leanne Crichton  |     |     |
|                  | 9  | Caroline Weir    | 86e |     |
|                  | 11 | Lisa Evans       |     | 86e |
|                  | 22 | Erin Cuthbert    | 85e |     |
|                  | 18 | Claire Emslie    |     |     |
| Remplaçantes :   |    |                  |     |     |
|                  | 15 | Sophie Howard    |     | 86e |
|                  | 20 | Fiona Brown      |     | 86e |
| Sélectionneuse : |    |                  |     |     |
| Shelley Kerr     |    |                  |     |     |

| ARGENTINE :     |    |                      |     |     |
|                 |    |                      |     |     |
| Gardien de but  | 1  | Vanina Correa        |     |     |
|                 | 8  | Ruth Bravo           |     |     |
|                 | 2  | Agustina Barroso     |     |     |
|                 | 6  | Aldana Cometti       |     |     |
|                 | 3  | Eliana Stábile       |     |     |
|                 | 19 | Mariana Larroquette  | 75e |     |
|                 | 5  | Vanesa Santana       |     | 82e |
|                 | 16 | Lorena Benítez       |     |     |
|                 | 11 | Florencia Bonsegundo |     |     |
|                 | 10 | Estefanía Banini     |     | 60e |
|                 | 9  | Sole Jaimes          |     | 70e |
| Remplaçantes :  |    |                      |     |     |
|                 | 22 | Milagros Menéndez    |     | 60e |
|                 | 20 | Dalila Ippólito      |     | 70e |
|                 | 14 | Miriam Mayorga       |     | 82e |
| Sélectionneur : |    |                      |     |     |
| Carlos Borrello |    |                      |     |     |

| Assistantes : Hong Kum-nyo Kim Kyoung-min Quatrième arbitre : Lidya Tafesse Abebe Cinquième arbitre : Makoto Bozono Arbitre vidéo : Bastian Dankert Assistants arbitre vidéo : Drew Fischer Katrin Rafalski Femme du Match : Erin Cuthbert |

## Temps de jeu des joueuses
| Joueuses           |                   |                   |                   | TT                | But inscrit       | Passe décisive    | MJ                | MT                | Légende |
| ------------------ | ----------------- | ----------------- | ----------------- | ----------------- | ----------------- | ----------------- | ----------------- | ----------------- | --- |
| Gardiennes de but  | Gardiennes de but | Gardiennes de but | Gardiennes de but | Gardiennes de but | Gardiennes de but | Gardiennes de but | Gardiennes de but | Gardiennes de but | Abréviations et symboles : TT : Total de minutes jouées MJ : Nombre de matchs joués MT : Matchs joués en tant que titulaire : but : passe décisive : joueuse entrée : joueuse remplacée : capitaine : carton jaune : carton rouge |
| Lee Alexander      | 90                | 90                | 90 93e            | 270               | 0                 | 0                 | 3                 | 3                 | Abréviations et symboles : TT : Total de minutes jouées MJ : Nombre de matchs joués MT : Matchs joués en tant que titulaire : but : passe décisive : joueuse entrée : joueuse remplacée : capitaine : carton jaune : carton rouge |
| Shannon Lynn       | -                 | -                 | -                 | -                 | -                 | -                 | -                 | -                 | Abréviations et symboles : TT : Total de minutes jouées MJ : Nombre de matchs joués MT : Matchs joués en tant que titulaire : but : passe décisive : joueuse entrée : joueuse remplacée : capitaine : carton jaune : carton rouge |
| Jenna Fife         | -                 | -                 | -                 | -                 | -                 | -                 | -                 | -                 | Abréviations et symboles : TT : Total de minutes jouées MJ : Nombre de matchs joués MT : Matchs joués en tant que titulaire : but : passe décisive : joueuse entrée : joueuse remplacée : capitaine : carton jaune : carton rouge |
| Défenseures        |                   |                   |                   |                   |                   |                   |                   |                   | Abréviations et symboles : TT : Total de minutes jouées MJ : Nombre de matchs joués MT : Matchs joués en tant que titulaire : but : passe décisive : joueuse entrée : joueuse remplacée : capitaine : carton jaune : carton rouge |
| Kirsty Smith       | 55e               | 90                | 86e               | 211               | 0                 | 0                 | 3                 | 2                 | Abréviations et symboles : TT : Total de minutes jouées MJ : Nombre de matchs joués MT : Matchs joués en tant que titulaire : but : passe décisive : joueuse entrée : joueuse remplacée : capitaine : carton jaune : carton rouge |
| Nicola Docherty    | 55e · 47e         | -                 | 90                | 145               | 0                 | 0                 | 2                 | 2                 | Abréviations et symboles : TT : Total de minutes jouées MJ : Nombre de matchs joués MT : Matchs joués en tant que titulaire : but : passe décisive : joueuse entrée : joueuse remplacée : capitaine : carton jaune : carton rouge |
| Rachel Corsie      | 90                | 90 36e            | 90                | 270               | 0                 | 0                 | 3                 | 3                 | Abréviations et symboles : TT : Total de minutes jouées MJ : Nombre de matchs joués MT : Matchs joués en tant que titulaire : but : passe décisive : joueuse entrée : joueuse remplacée : capitaine : carton jaune : carton rouge |
| Jennifer Beattie   | 90 43e            | 90                | 90 · 49e          | 270               | 1                 | 0                 | 3                 | 3                 | Abréviations et symboles : TT : Total de minutes jouées MJ : Nombre de matchs joués MT : Matchs joués en tant que titulaire : but : passe décisive : joueuse entrée : joueuse remplacée : capitaine : carton jaune : carton rouge |
| Hayley Lauder      | -                 | 90                | -                 | 90                | 0                 | 0                 | 1                 | 1                 | Abréviations et symboles : TT : Total de minutes jouées MJ : Nombre de matchs joués MT : Matchs joués en tant que titulaire : but : passe décisive : joueuse entrée : joueuse remplacée : capitaine : carton jaune : carton rouge |
| Chloe Arthur       | 75e               | -                 | -                 | 15                | 0                 | 0                 | 1                 | 0                 | Abréviations et symboles : TT : Total de minutes jouées MJ : Nombre de matchs joués MT : Matchs joués en tant que titulaire : but : passe décisive : joueuse entrée : joueuse remplacée : capitaine : carton jaune : carton rouge |
| Sophie Howard      | 75e               | -                 | 86e               | 75                | 0                 | 0                 | 2                 | 1                 | Abréviations et symboles : TT : Total de minutes jouées MJ : Nombre de matchs joués MT : Matchs joués en tant que titulaire : but : passe décisive : joueuse entrée : joueuse remplacée : capitaine : carton jaune : carton rouge |
| Joelle Murray      | -                 | -                 | -                 | -                 | -                 | -                 | -                 | -                 | Abréviations et symboles : TT : Total de minutes jouées MJ : Nombre de matchs joués MT : Matchs joués en tant que titulaire : but : passe décisive : joueuse entrée : joueuse remplacée : capitaine : carton jaune : carton rouge |
| Milieux de terrain |                   |                   |                   |                   |                   |                   |                   |                   | Abréviations et symboles : TT : Total de minutes jouées MJ : Nombre de matchs joués MT : Matchs joués en tant que titulaire : but : passe décisive : joueuse entrée : joueuse remplacée : capitaine : carton jaune : carton rouge |
| Joanne Love        | -                 | -                 | -                 | -                 | -                 | -                 | -                 | -                 | Abréviations et symboles : TT : Total de minutes jouées MJ : Nombre de matchs joués MT : Matchs joués en tant que titulaire : but : passe décisive : joueuse entrée : joueuse remplacée : capitaine : carton jaune : carton rouge |
| Kim Little         | 90                | 90                | 90 · 19e          | 270               | 1                 | 0                 | 3                 | 3                 | Abréviations et symboles : TT : Total de minutes jouées MJ : Nombre de matchs joués MT : Matchs joués en tant que titulaire : but : passe décisive : joueuse entrée : joueuse remplacée : capitaine : carton jaune : carton rouge |
| Caroline Weir      | 90                | 90                | 90 86e            | 270               | 0                 | 1                 | 3                 | 3                 | Abréviations et symboles : TT : Total de minutes jouées MJ : Nombre de matchs joués MT : Matchs joués en tant que titulaire : but : passe décisive : joueuse entrée : joueuse remplacée : capitaine : carton jaune : carton rouge |
| Leanne Crichton    | -                 | -                 | 90                | 90                | 0                 | 0                 | 1                 | 1                 | Abréviations et symboles : TT : Total de minutes jouées MJ : Nombre de matchs joués MT : Matchs joués en tant que titulaire : but : passe décisive : joueuse entrée : joueuse remplacée : capitaine : carton jaune : carton rouge |
| Christie Murray    | 87e               | -                 | -                 | 87                | 0                 | 0                 | 1                 | 1                 | Abréviations et symboles : TT : Total de minutes jouées MJ : Nombre de matchs joués MT : Matchs joués en tant que titulaire : but : passe décisive : joueuse entrée : joueuse remplacée : capitaine : carton jaune : carton rouge |
| Lizzie Arnot       | 87e               | 60e               | -                 | 63                | 0                 | 0                 | 2                 | 1                 | Abréviations et symboles : TT : Total de minutes jouées MJ : Nombre de matchs joués MT : Matchs joués en tant que titulaire : but : passe décisive : joueuse entrée : joueuse remplacée : capitaine : carton jaune : carton rouge |
| Attaquantes        |                   |                   |                   |                   |                   |                   |                   |                   | Abréviations et symboles : TT : Total de minutes jouées MJ : Nombre de matchs joués MT : Matchs joués en tant que titulaire : but : passe décisive : joueuse entrée : joueuse remplacée : capitaine : carton jaune : carton rouge |
| Lisa Evans         | 90                | 85e               | 86e               | 261               | 0                 | 1                 | 3                 | 3                 | Abréviations et symboles : TT : Total de minutes jouées MJ : Nombre de matchs joués MT : Matchs joués en tant que titulaire : but : passe décisive : joueuse entrée : joueuse remplacée : capitaine : carton jaune : carton rouge |
| Jane Ross          | -                 | 76e               | -                 | 76                | 0                 | 0                 | 1                 | 1                 | Abréviations et symboles : TT : Total de minutes jouées MJ : Nombre de matchs joués MT : Matchs joués en tant que titulaire : but : passe décisive : joueuse entrée : joueuse remplacée : capitaine : carton jaune : carton rouge |
| Claire Emslie      | 90 · 40e          | 60e               | 90                | 210               | 1                 | 0                 | 3                 | 2                 | Abréviations et symboles : TT : Total de minutes jouées MJ : Nombre de matchs joués MT : Matchs joués en tant que titulaire : but : passe décisive : joueuse entrée : joueuse remplacée : capitaine : carton jaune : carton rouge |
| Lana Clelland      | -                 | 76e · 40e         | -                 | 14                | 1                 | 0                 | 1                 | 0                 | Abréviations et symboles : TT : Total de minutes jouées MJ : Nombre de matchs joués MT : Matchs joués en tant que titulaire : but : passe décisive : joueuse entrée : joueuse remplacée : capitaine : carton jaune : carton rouge |
| Fiona Brown        | -                 | 85e               | 86e               | 9                 | 0                 | 0                 | 2                 | 0                 | Abréviations et symboles : TT : Total de minutes jouées MJ : Nombre de matchs joués MT : Matchs joués en tant que titulaire : but : passe décisive : joueuse entrée : joueuse remplacée : capitaine : carton jaune : carton rouge |
| Erin Cuthbert      | 90                | 90                | 90 · 29e 85e      | 270               | 1                 | 1                 | 3                 | 3                 | Abréviations et symboles : TT : Total de minutes jouées MJ : Nombre de matchs joués MT : Matchs joués en tant que titulaire : but : passe décisive : joueuse entrée : joueuse remplacée : capitaine : carton jaune : carton rouge |

### Autres références
1. ↑  « Equipe de Suisse: les Suissesses manquent la qualification directe », sur RTS Sport, 4 septembre 2018 (consulté le 4 septembre 2018)
2. ↑  « liste écosse: », sur l'équipe